# Mikulášský hřbitov
Mikulášský hřbitov leží v Plzni u kostela svatého Mikuláše, jihovýchodně od centra města mezi ulicí Mikulášská a řekou Radbuza. 

## Historie
První zmínky o hřbitovu pochází z roku 1406. Byl určen pro plzeňskou chudinu. Významným se stal až při josefínských reformách na konci 18. století, kdy byly zrušeny městské hřbitovy farních i klášterních kostelů. Pohřbené jsou zde mnohé významné osobnosti, například Josef Kajetán Tyl, Emil Škoda, rodina Hahnenkammova, Martin Kopecký, Hynek Palla, Eduard Bartelmus, Josef František Smetana, Martin Stelzer a další. Obrat nastal v roce 1902, kdy byl hřbitov uzavřen, a v polovině 20. století mu dokonce hrozilo i jeho zrušení. Důvodem likvidace hřbitova mělo být plánované rozšíření Mikulášské třídy. Nakonec zvítězil zájem přestavět hřbitov na veřejný park, a tak byly v letech 1966-1969 hroby zrušeny. Část z nich byla úplně zlikvidována, cenné náhrobky se přesunuly do zadní části hřbitova a zbytek prostoru byl upraven do podoby parku. Důsledkem těchto změn však došlo i ke zničení spousty cenných architektonických děl a masivních zděných hrobek. V 90. letech 20. století byl prostor původního hřbitova opět zmenšován a hřbitovní zeď byla posunuta kvůli chystanému rozšíření Mikulášské třídy. K této změně nakonec stejně nedošlo. V současnosti plní úlohu hlavního plzeňského hřbitova Ústřední hřbitov u Rokycanské třídy, vybudovaný v letech 1897-1901.